# Anna Zahler

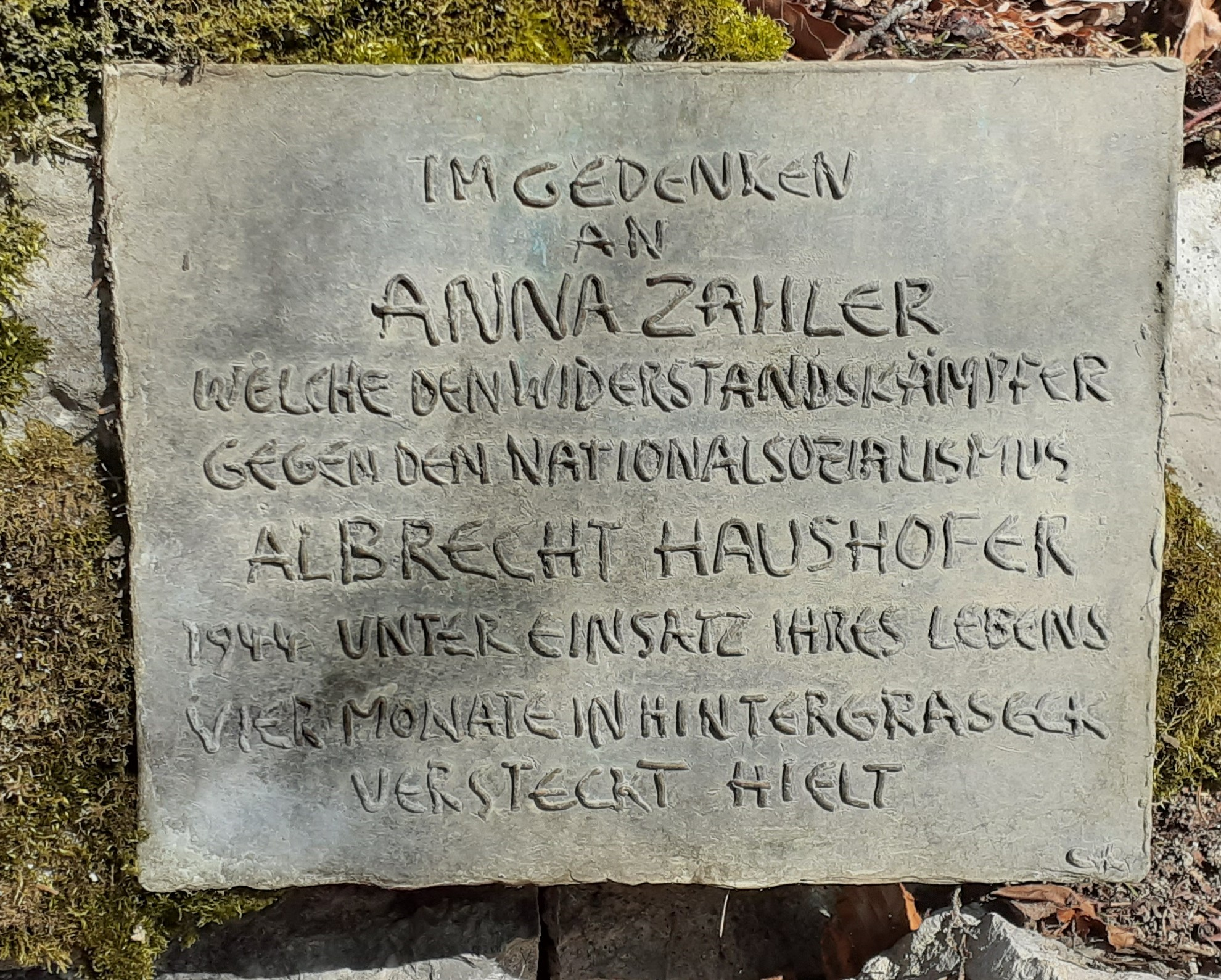
Gedenktafel zu Ehren Anna Zahler bei Mittergraseck

Anna Zahler, geborene Maurer (geboren am 7. Juli 1903 in Wamberg bei Garmisch-Partenkirchen; gestorben am 2. Februar 1964) war Bergbäuerin auf dem Pölstererhof in Hintergraseck. Ihr Mann, Josef Zahler, erlag im Oktober 1943 den Verletzungen, die er sich im Ersten Weltkrieg zugezogen hat. Ihr Sohn Josef fiel mit 21 Jahren 1944 in Frankreich. Die Witwe bewirtschaftete den Hof zusammen mit ihrer 16-jährigen Tochter und einer ukrainischen Zwangsarbeiterin. 
Ab dem 20. September 1944 versteckte sie den Widerstandskämpfer gegen den Nationalsozialismus Albrecht Haushofer, Mitglied des Popitz-Kreises. Am 7. Dezember 1944 durchsuchte die Gestapo das Anwesen und entdeckte den versteckten Flüchtigen. Anna Zahler wurde vier Monate im Münchner Gestapo-Gefängnis Wittelsbacher Palais inhaftiert und Mitte April 1945 aufgrund schwerer körperlicher Erkrankung vorübergehend entlassen.
Am 17. Oktober 1945 wurde am Amtsgericht Garmisch-Partenkirchen Anklage wegen Schwarzschlachtung erhoben. Die Anklage fußt auf einer Bezichtigung durch die Gestapo vom Dezember 1944. Das Amtsgericht anerkannte nicht die angespannte Ernährungssituation, ausgelöst durch den zusätzlich ohne Essensmarken zu versorgenden Albrecht Haushofer, sondern verurteilte Anna Zahler zu 80 Reichsmark Strafe und 5 Wochen Gefängnis. Erst 1953 wurde in zweiter Instanz vor der Entschädigungskammer des Landgerichts München I eine Entschädigung für die viermonatige Gestapohaft zugestanden.